# Anglosfären

Länder där engelska är officiellt språk eller huvudspråk för en majoritet.
Länder där engelska är officiellt språk men inte ett majoritetsspråk.

Anglosfären, engelska Anglosphere, är de delar av världen där engelska är huvudspråk och vars länder delar liknande rättsliga traditioner.
Geografiskt är Anglosfärens kärnområden USA och Storbritannien, men dit hör även Irland, Australien, Nya Zeeland, Sydafrika, Kanada (förutom Quebec) och stora delar av Västindien. Den utbildade, engelsktalande befolkningen i Karibien, Oceanien, Afrika och Indien utgör Anglosfärens ytterområden.